# 먹넌출
먹넌출(Berchemia racemosa var. magna)은 낙엽이 지는 활엽관목으로서, 줄기는 덩굴이 되어 오른쪽으로 감기는데, 높이는 10m 정도이다. 잎은 달걀 모양으로 어긋나며, 7-8쌍의 평행한 잎맥을 가지고 있다. 봄이 되면 녹백색의 작은 꽃이 다소 큰 원추꽃차례를 이루면서 가지 끝에 달린다. 열매는 타원형의 핵과인데, 가을에 흑갈색으로 익는다. 충청남도 안면도의 특산종으로서, 주로 바닷가 산지에서 자란다.

## 충청남도 야생생물보호종 지정
2017년 6월 30일 충청남도지사가 「야생생물 보호 및 관리에 관한 법률 제26조」 및 「충청남도 야생생물보호 조례 제3조」에 따라 충청남도 내에 서식하고 있는 야생생물 중 보호가치가 큰 종에 대하여「충청남도 야생생물 보호종」으로 지정 고시하였다.

### 지정사유
한반도에서 태안 안면도 산지에서만 한정적으로 자생하는 만목성 식물로 임도 및 등산로 주변에 칡과 함께 자라고 있어 덩굴식물 제거사업 등에 의한 개체군의 피해가 우려되는 수종으로 지속적인 모니터링 및 보호대책이 필요하다.

### 특징
줄기가 먹을 칠한 듯이 검다는 뜻의 충청남도 지역의 방언이지만 실제로는 성장 시기에 따라 검은 빛이 도는 녹색이며 털이 없다.
잎은 어긋나고 달걀모양 또는 긴 타원상 달걀모양이며 길이 8∼13㎝, 너비 4.5∼7㎝로서 표면은 짙은 녹색이고 뒷면은 흰빛이 돌며 맥위에 갈색 털이 있고 끝이 다소 뾰족하다. 잎의 가장자리는 밋밋하고 밑부분은 둥글며 윤채가 있고 잎자루는 길이 1∼2㎝이다.
꽃은 6∼7월에 피며 녹백색 꽃이 가지 끝에서 자라는 원추화서(圓錐花序)에 달린다. 꽃받침잎은 5개로서 좁은 3각형이며 꽃잎도 5개이다. 수술은 5개이며 꽃잎보다 길고 암술대는 1개이다.
열매는 핵과(核果)이며 타원형이고 녹색 바탕에 붉은 빛이 돌며 검게 익는다.

### 생태
내한성이 강하여 한반도 중부 내륙지방에서도 월동이 가능하고 양지나 음지 모두에서 생장이 좋다. 건조에는 약하며 비옥 적윤한 곳에서 번무하고 대기오염에 대한 저항성이 강하다.
번식은 가을에 종자를 채취하여 정선한 후 노천매장하였다가 봄에 파종하가나 당년에 자란 가지를 꺾꽂이한다.(국립수목원 국가생물종지식정보)